# U-23サッカータイ王国代表
U-23サッカータイ王国代表は、タイサッカー協会（FAT）によって構成される、タイ王国のサッカーの23歳以下のナショナルチームである。
23歳以下の選手を対象とするオリンピックに出場するためのチームである。そのため、オリンピックの前年にはU-22サッカータイ王国代表、そのさらに前年にはU-21サッカータイ王国代表と呼称が変わる。

## オリンピックの成績
- 1992 - 予選敗退
- 1996 - 予選敗退
- 2000 - 予選敗退
- 2004 - 予選敗退
- 2008 - 予選敗退
- 2012 - 失格[注 1]
- 2016 - 予選敗退
- 2020 - 予選敗退
- 2024 - 予選敗退

## アジア競技大会の成績
- 2002 - 4位
- 2006 - ベスト8
- 2010 - ベスト8
- 2014 - 4位
- 2018 - グループリーグ敗退
- 2022 - ベスト16

## 東南アジア競技大会の成績
- 2001 - 優勝
- 2003 - 優勝
- 2005 - 優勝
- 2007 - 優勝
- 2009 - グループステージ敗退
- 2011 - グループステージ敗退
- 2013 - 優勝
- 2015 - 優勝
- 2017 - 優勝
- 2019 - グループステージ敗退
- 2021 - 準優勝
- 2023 - 準優勝

## AFC U-23選手権の成績
- 2013 - 予選敗退
- 2016 - グループリーグ敗退
- 2018 - グループリーグ敗退
- 2020 - ベスト8
- 2022 - グループリーグ敗退
- 2024 - グループリーグ敗退